# Даунґрейд
Даунґрейд (англ. downgrade) — використання старого апаратного або програмного забезпечення. Даунґрейд виступає на противагу апґрейду (нові можливості, але на старих комп'ютерах шляхом оптимізації програмного забезпечення). Також даунґрейд може розглядатися як перехід на більш ранні версії апаратного чи програмного забезпечення, наприклад, через наявність в нових версіях помилок або через те, що старі версії зручніші і швидше працюють.

## Мотиви для даунґрейду
- Ностальгія — туга за минулим, пов'язаним з приємними спогадами (особливо це стосується старих відеоігор).
- Ностальгія за старим програмним забезпеченням, яке виконувало ту ж саму роботу, але з меншими витратами системних ресурсів. Ностальгія за старими відеоіграми, не перевантаженими відеоефектами.
- Спроби застосувати «непридатне» апаратне забезпечення, наприклад, в ролі домашнього сервера.
- Явно невдалі версії свіжого ПЗ.
- Проблеми сумісності нових продуктів зі старими.
- Через наявність піратства на старому ПЗ (у випадку з консолями).
- Несумісність деяких плагінів з новими версіями (наприклад браузерів, а також деяких ігор).